# Gabriella Coleman
Enid Gabriella Coleman (1973) (usualmente conocida como Gabriella Coleman o Biella) es una antropóloga, académica y escritora puertorriqueña-estadounidense, cuyo trabajo se centra en la cultura hacker y en el ciberactivismo, particularmente Anonymous. En la actualidad es "profesora de la Cátedra Wolfe" en Alfabetización Científica y Tecnológica en la Universidad McGill, Montreal, Quebec, Canadá. El Chronicle of Higher Education la considera allí "la erudita principal del mundo sobre la fenomenología de Anonymous".

## Educación
Después de terminar su escuela secundaria en la Escuela San Juan, en San Juan, Puerto Rico, Coleman obtuvo su graduación con un Bachelor of Arts en ciencias de la religión por la Columbia University en mayo de 1996. luego se trasladó a la Universidad de Chicago donde completó un Master of Arts en antropología sociocultural en agosto de 1999. Y posteriormente, en 2005, fue galardonada por su disertación en la defensa de tesis de Ph.D en antropología sociocultural The social construction of freedom in free and open source software: Hackers, ethics, and the liberal tradition (La construcción social de la libertad en el software libre y de código abierto: hackers, ética y tradición liberal).

## Actividades académicas
Coleman tomó posiciones académicas, incluyendo una beca posdoctoral en el Centro de Análisis Cultural, de la Universidad Rutgers y el Programa de Becas Posdoctorales Memorial Izaak Walton Killam, en Ciencia, Tecnología y Sociedad, en la Universidad de Alberta antes de ser nombrada profesora asistente de medios de comunicación, cultura y comunicación en la Universidad de Nueva York, en septiembre de 2007.
Durante el bisiesto 2010 a 2011, Coleman pasó algún tiempo trabajando en el Institute for Advanced Study en Princeton, como destinataria de la "2010–11 miembro del Círculo Fundadores Ginny y Robert Loughlin’ de la Escuela de Ciencia Social"
En enero de 2012 se relocalizó en Montreal, Quebec, Canadá, por un contrato en la Cátedra Wolfe, en Alfabetización Científica y Tecnológica, en la Universidad McGill. Ese mismo año, realizó una exposición en el Webstock 2012 desarrollado en Wellington, Nueva Zelanda.

## Algunas publicaciones
- Hacker, Hoaxer, Whistleblower, Spy: The Many Faces of Anonymous. London ; New York : Verso, 2014.[9] Premio Diana Forsythe 2015 de la American Anthropological Association. Editada en castellano bajo el título: Las mil caras de Anonymous : hackers, activistas, espías y bromistas. Barcelona : Arpa y Alfil, 2016.[10]
- Coding Freedom: The Ethics and Aesthetics of Hacking. Princeton University Press, noviembre de 2012.  264 pp. ISBN 1400845297, ISBN 9781400845293

- Hacking In-Person: The Ritual Character of Conferences and the Distillation of a Life-World. Anthropological Quarterly 83 (1): 47–72, invierno de 2010[11]

- Hacker Practice: Moral Genres and the Cultural Articulation of Liberalism. Anthropological Theory 8 ( 3): 255-277 (2008) (con Alex Golub)[12]

- The Politics of Rationality: Psychiatric Survivor's Challenge to Psychiatry. En: Tactical Biopolitics. Kavita Phillip y Beatriz de Costa (editores). Edición ilustrada, reimpresa de MIT Press, 511 pp. ISBN 0262042495, ISBN 9780262042499 (2008)[13]en línea

- The Social Construction of Freedom in Free and Open Source Software: Hackers, Ethics, and the Liberal Tradition. Edición reimpresa de UMI Dissertation Services, 494 pp. (2006)

## Estudio de Anonymous
La obra de Coleman sobre Anonymous ha dado lugar a que se convirtiera en una comentarista eficaz, en los medios de comunicación regulares, además de sus publicaciones académicas. En julio de 2010, Coleman hizo referencia al "Proyecto Anonymous" u "Operación Chanology" en contra de la Iglesia de la Cienciología y utilizó técnicamente, lo que se convertiría en un motivo central en sus descripciones del grupo, los "Arquetipos trickster", que según ella argumenta, es "a menudo no es un personaje muy limpio y sabroso, pero tal vez vital para la renovación social". Coleman afirma que ya había estado pensando acerca de los vínculos entre el arquetipo de embaucador y el cracker (hacker que ingresa a sitios de seguridad) por 'algunos pocos años' antes de realizar una estadía en un hospital, donde leería Trickster Makes This World: Mischief, Myth, and Art (El embaucador hace al mundo: travesura, mito y arte, de Lewis Hyde:

Dentro de las primeras páginas, es innegable: hay muchos enlaces que se harán entre el embaucador y el hackeo. Muchas de estas figuras, empujan los límites de todo tipo: se alteran las ideas de la decencia y de la propiedad, utilizando su impecable ingenio a veces por juego, a veces con fines políticos, sino que se quedan atrapados por su astucia (que pasa todo el tiempo con los embaucadores que es! cómo aprenden), y rehacen el mundo, técnica, social y legal, e incluye software, licencias e incluso formas de literatura'

La teoría de Coleman sobre Anonymous (y también grupos asociados tales como 4chan) como los trickster se ha trasladado desde "la academia", a los medios de comunicación. Referencias recientes incluyen una serie de tres partes sobre Anonymous en revista Wired y el New York Times.
Coleman también ha sido crítica de parte de la cobertura de la corriente principal de Anonymous. En su: Is it a Crime? The Transgressive Politics of Hacking in Anonymous (en colaboración con Michael Ralph), Coleman respondió a un artículo sobre el grupo, por parte de Joseph Menn, en el Financial Times notando:

es probable que más críticos rendimientos para tanto los enfoques académicos y periodísticos en los medios digitales, la política de protesta y de seguridad cibernética en el compromiso más importante de las cuestiones que plantea. En lugar de simplemente representar a los hackers como panfletistas virtuales para la libertad de expresión o como forajidos digitales, tenemos que empezar a hacer preguntas más específicas acerca de cuándo y por qué los hackers adoptan determinadas actitudes hacia diferentes tipos de leyes, explorando con mayor detalle lo que esperan lograr, y tener más cuidado en el examen de las consecuencias.

Una de sus más recientes obras es Our Weirdness Is Free: The logic of Anonymous — online army, agent of chaos, and seeker of justice, la primera pieza importante de Coleman sobre la extensión del grupo y se basa en una serie de observaciones de los que ella describe como "todo y nada a la vez'.